# Хлебопатета
„Хлебопатета“ (на английски: Breadwinners) е американски анимационен сериал, създаден от Стийв Борст и Гари ДиРафаел и разработван от Бил Браудис за Nickelodeon. Премиерата на сериала е излъчена на 17 февруари 2014 г. и свършва на 12 септември 2016 г.

## Актьорски състав
- Роби Деймънд – Суей Суей[1]
- Ерик Бауза – Бадюс[2]
- Александър Полински – Джели[3]
- Фред Таташор – Хлебопекаря[4]
- Кери Уолгрън – Кета[5]
- Скот Бълок – Ти-Миди[6]
- Одри Василевски – Полицай Рамбамбу[7]
- Нолан Норт – Великият Унски[8]
- Майкъл-Леон Ули – Господин Пъмпърс

## В България
В България сериалът започва излъчване на 5 юни 2019 г. по локалната версия на Nickelodeon.
Също така е достъпен и по стрийминг платформата SkyShowtime.

### Нахсинхронен дублаж
| Роля         | Изпълнител              |
| ------------ | ----------------------- |
| Суей Суей    | Александър Хаджиангелов |
| Бадюс        | Живко Джуранов          |
| Рамбамбу     | Ивет Лазарова-Торосян   |
| Хлебопекаря  | Петър Калчев            |
| Ти-Миди      | Сотир Мелев             |
| Г-н Пъмпърк  | Стефан Иванов           |
| Лава къртица | Кирил Ивайлов           |

| Обработка           | студио „Про Филмс“ |
| ------------------- | ------------------ |
| Режисьор на дублажа | Евгения Ангелова   |